# Ковлиев, Гельды
Гельды Ковлиев (1913 год, село Тэзе-Четыр, Хивинское ханство — 1981 год, село Тэзе-Четыр, Ильялинский район, Туркменская ССР) — председатель колхоза имени Сталина Тэзе-Четырского сельсовета Ильялинского района, Туркменская ССР. Герой Социалистического Труда (1950).

## Биография
Родился в 1913 году в крестьянской семье в селе Тэзе-Четыр в Хивинском ханстве (на территории современного этрапа имени Гурбансолтан-эдже).
С раннего возраста трудился в сельском хозяйстве. С 1933 года — бригадир колхоза имени Сталина Ильяильинского района. В 1935 году избран председателем этого же колхоза. С 1943 года — член ВКП(б).
В 1949 году колхоз сдал государству в среднем с каждого гектара по 36,7 центнеров хлопка-сырца на площади 136 гектаров. Указом Президиума Верховного Совета СССР от 30 июня 1950 года удостоен звания Героя Социалистического Труда за «получение высокого урожая хлопка на поливных землях» с вручением ордена Ленина и золотой медали «Серп и Молот» (№ 6930).
Этим же Указом званием Героя Социалистического Труда были награждены труженики колхоза имени Сталина председатель Совета урожайности Султанмурад Какабаев и бригадир Мухамед Мамиев.
За выдающиеся трудовые результаты, достигнутые колхозом имени Сталина по итогам Пятой пятилетки (1951—1955) был награждён Орденом Трудового Красного Знамени.
С 1960 года до выхода на пенсию в 1964 году — председатель Тэзе-Чатырского сельсовета.
Проживал в родном селе Тэзе-Чатыр. Персональный пенсионер союзного значения. Умер в 1981 году.
Награды
- Герой Социалистического Труда
- Орден Ленина
- Орден Трудового Красного Знамени (14.02.1957)